# Manubrio

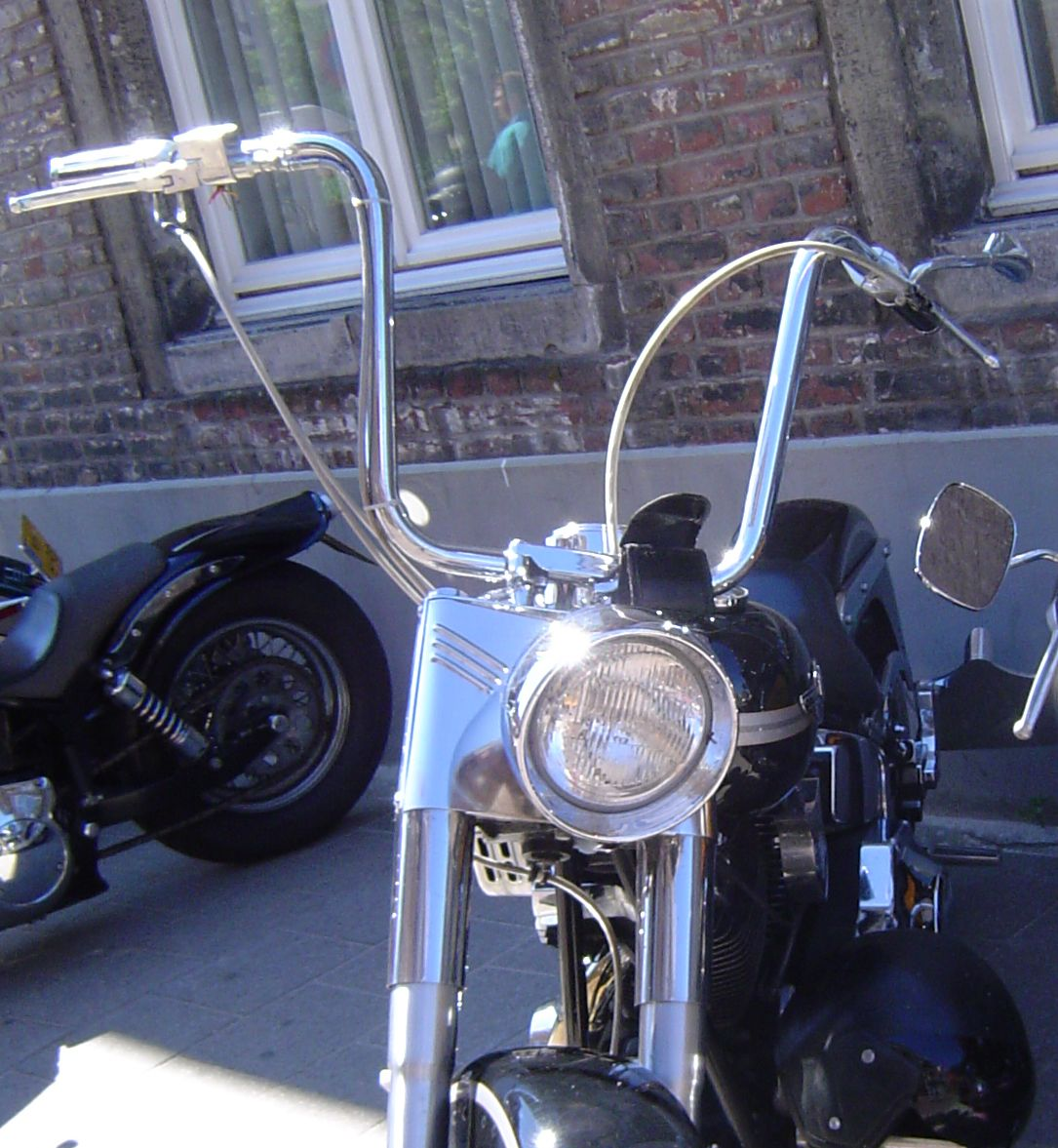
Caratteristico manubrio di una chopper

Il manubrio è la parte della bicicletta o di una motocicletta, che permette il controllo della direzione della stessa mediante l'appoggio delle mani, potendo agire sullo sterzo di questa. È presente anche in altri tipi di veicoli come monopattini, segway, ecc.

## Descrizione
Può avere forme diverse a seconda del tipo di bicicletta/moto, ma in genere si tratta di un supporto perpendicolare al telaio, collegato allo stesso mediante l'attacco o pipa. La serie sterzo permette di trasmettere il movimento del manubrio alla ruota.

### Biciclette

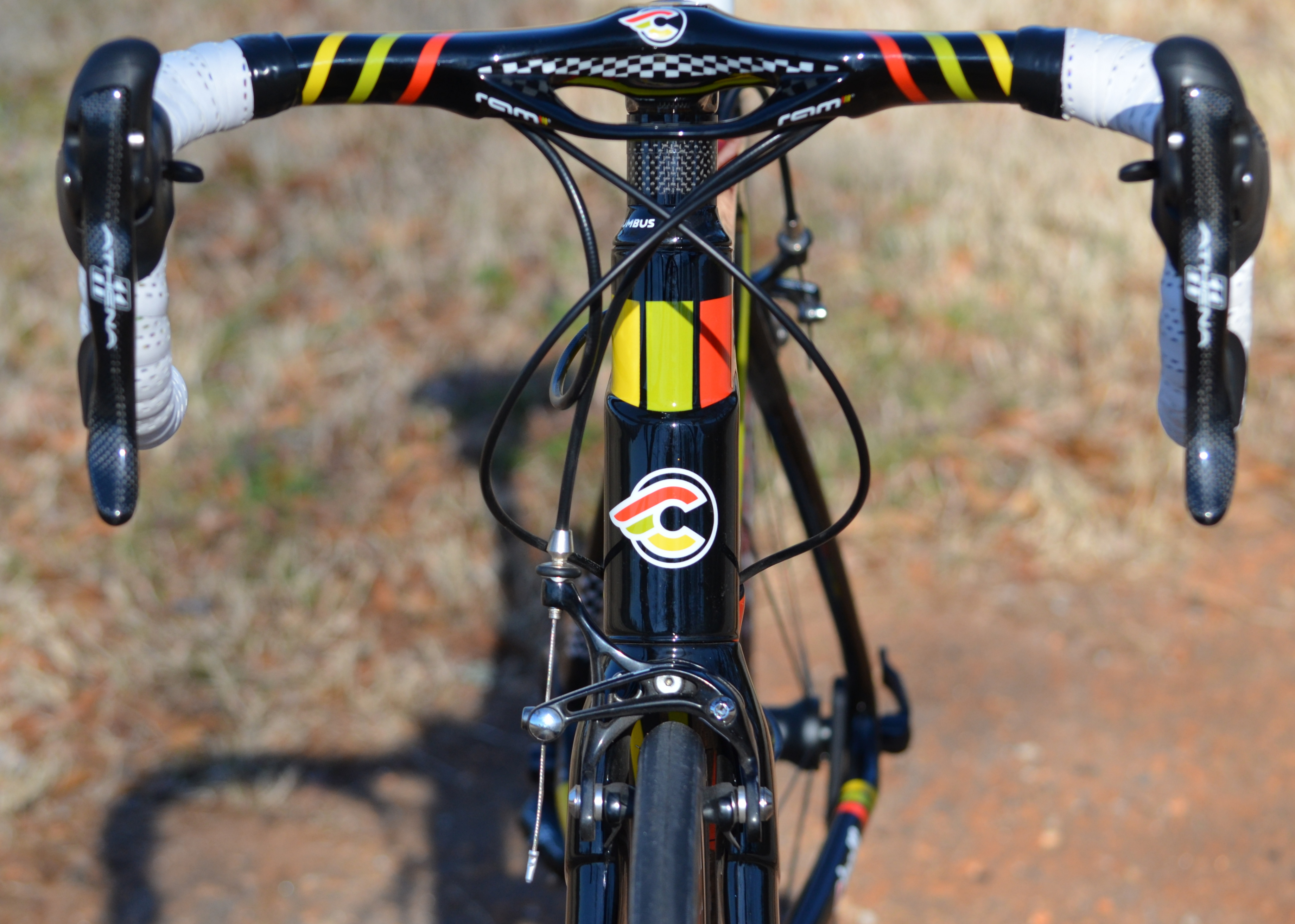
Manubrio bici da corsa

- nelle bici da corsa ha una forma particolare, detta in gergo a "corna di bue" o "corna d'ariete", che permette un'impugnatura bassa, per un maggior controllo e penetrazione aerodinamica, una alta, più comoda, e anche una terza sulle leve del freno
- nelle bici da cronometro il manubrio presenta delle prolunghe su cui il ciclista può appoggiare l'avambraccio
- nelle bici da pista il manubrio tradizionale ha una curvatura più profonda per permettere un'impugnatura più bassa, mentre non è prevista quella alta. In alcune specialità si usano oggi manubri con corna rivolte verso l'alto e che permettono una posizione più "distesa"
- nelle mountain bike è usualmente diritto o al più con una lieve curvatura
- nelle bici da passeggio la posizione è più confortevole e rialzata, a scapito di una postura del ciclista meno aerodinamica

Sul manubrio sono state collocate le leve del freno, in prossimità delle manopole per favorire l'appoggio delle mani. Nelle bici da corsa e da pista le manopole sono avvolte da nastro di tela o più spesso di sughero.

### Moto

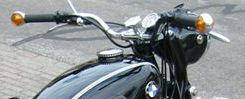
Manubrio di una moto stradale

Sulle moto il manubrio è generalmente molto dritto, variando a seconda dei gusti e della posizione di guida, per evitare un eccessivo sforzo sui polsi, inoltre il manubrio in alcuni casi può essere diviso, prendendo il nome di semimanubrio, il quale si aggancia direttamente alla piastra di sterzo o allo stelo della forcella.

## Materiali

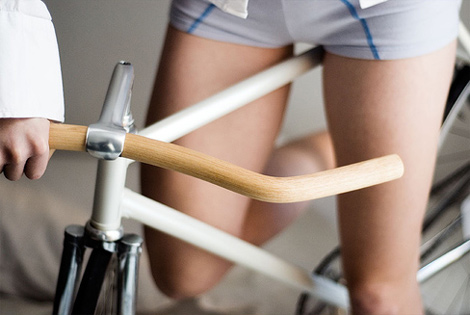
Manubrio in legno di una bicicletta

Per la realizzazione dei manubri si possono utilizzare vari materiali:
- Acciaio
- Alluminio o leghe, oggi è il materiale più comune
- Carbonio, solo per le biciclette
- Legno, materiale utilizzato solo sulle bici, permette un migliore assorbimento delle vibrazioni

## Accorgimenti
Il manubrio può avere come accorgimento:
- Traversino elemento che irrigidisce la struttura del manubrio, il quale può essere smontabile o direttamente saldato sullo stesso
- Ergonomicità nel caso dei manubri per biciclette da corsa, questi possono essere ergonomici in modo da essere più comodi e sostenere l'avambraccio del pilota
- Specchio retrovisore integrato su alcuni manubri per biciclette da corsa è possibile posizionare uno specchietto retrovisore nella parte terminale del manubrio[1]
- Contrappesi per manubri dispositivo che serve per ridurre le vibrazioni dei manubri.